# Dammtjärnen, Norrbotten
Dammtjärnen är en sjö i Bodens kommun i Norrbotten och ingår i Råneälvens huvudavrinningsområde.